# إسطلو
إسطلو هي قرية في مقاطعة سراب، إيران. عدد سكان هذه القرية هو 304 في سنة 2006.